# Georgi Kakojewitsch Gelaschwili
Georgi Kakojewitsch Gelaschwili (russisch Георгий Какоевич Гелашвили; * 30. August 1983 in Tscheljabinsk, Russische SFSR) ist ein ehemaliger russischer Eishockeytorwart.

## Karriere
Georgi Gelaschwili begann seine Karriere 1999 bei der zweiten Mannschaft des HK Traktor Tscheljabinsk in der dritten russischen Liga. Nach weiteren Station in den unteren russischen Ligen bei Kasachmys Satpajew kehrte er 2006 nach Tscheljabinsk zurück. Bei seinem nächsten Verein Lokomotive Jaroslawl stand Gelaschwili seit 2008 unter Vertrag. 2010 wechselte er innerhalb der KHL zum HK Metallurg Magnitogorsk. Bei Metallurg war er zwischen 2010 und 2012 Stammtorhüter, verlor diesen Status aber während der Saison 2012/13 an Ari Ahonen. Daher wurde sein Vertrag im Mai 2013 nicht verlängert und  Gelaschwili wechselte innerhalb der KHL zu Torpedo Nischni Nowgorod. Dort verlor er seinen Stammplatz zunächst an Wital Kowal und nach dessen Abgang an Iwan Kassutin.
Im Dezember 2014 wurde er zusammen mit Pawel Walentenko gegen Michail Birjukow und Alexei Pepeljajew vom HK Jugra Chanty-Mansijsk eingetauscht.

## Erfolge und Auszeichnungen
- 2009 KHL-Torwart des Monats März
- 2009 Bester Torhüter der KHL
- 2009 KHL All-Star Team
- 2009 KHL-Torwart des Monats November
- 2010 KHL All-Star Game